# Krager
Corvus (krager) er en slægt i kragefuglefamilien og den omfatter blandt andet de almindelige fuglearter ravn, gråkrage og råge. De fleste arter i slægten har en sort eller grå fjerdragt.

## Arter
I slægten Corvus findes cirka 46 fuglearter. De er udbredt over hele verden, især i de tempererede egne. Syv arter er med på IUCNs rødliste, hvoriblandt banggaikrage (Corvus unicolor) og marianerkrage (C. kubaryi) regnes for kritisk truede.
I Danmark findes disse arter fra slægten Corvus:
- Gråkrage (Corvus cornix)
- Sortkrage (C. corone)
- Råge (C. frugilegus)
- Ravn (C. corax)

Alliken (Coloeus monedula) har også tidligere tilhørt Corvus, men tilhører nu slægten Coloeus ligesom sibirisk allike (Coloeus dauuricus).